# تسووکرا-۱
تسووکرا-۱ (به لاتین: Tsovkra-1) یک منطقهٔ مسکونی در روسیه است که در داغستان واقع شده‌است.